# 小酒井不木
小酒井 不木（こさかい ふぼく、1890年10月8日 - 1929年4月1日）は、日本の医学者・随筆家・翻訳家・推理作家・犯罪研究家。別名は鳥井零水。
医学者としては生理学・血清学の研究で業績を上げた。また、1921年（大正10年）から8年間に渡って探偵小説などの文筆活動を行った。江戸川乱歩のデビュー作である『二銭銅貨』は、不木が推薦したことで世に出た作品である。医師で順天堂大学名誉教授の小酒井望は長男。

## 経歴

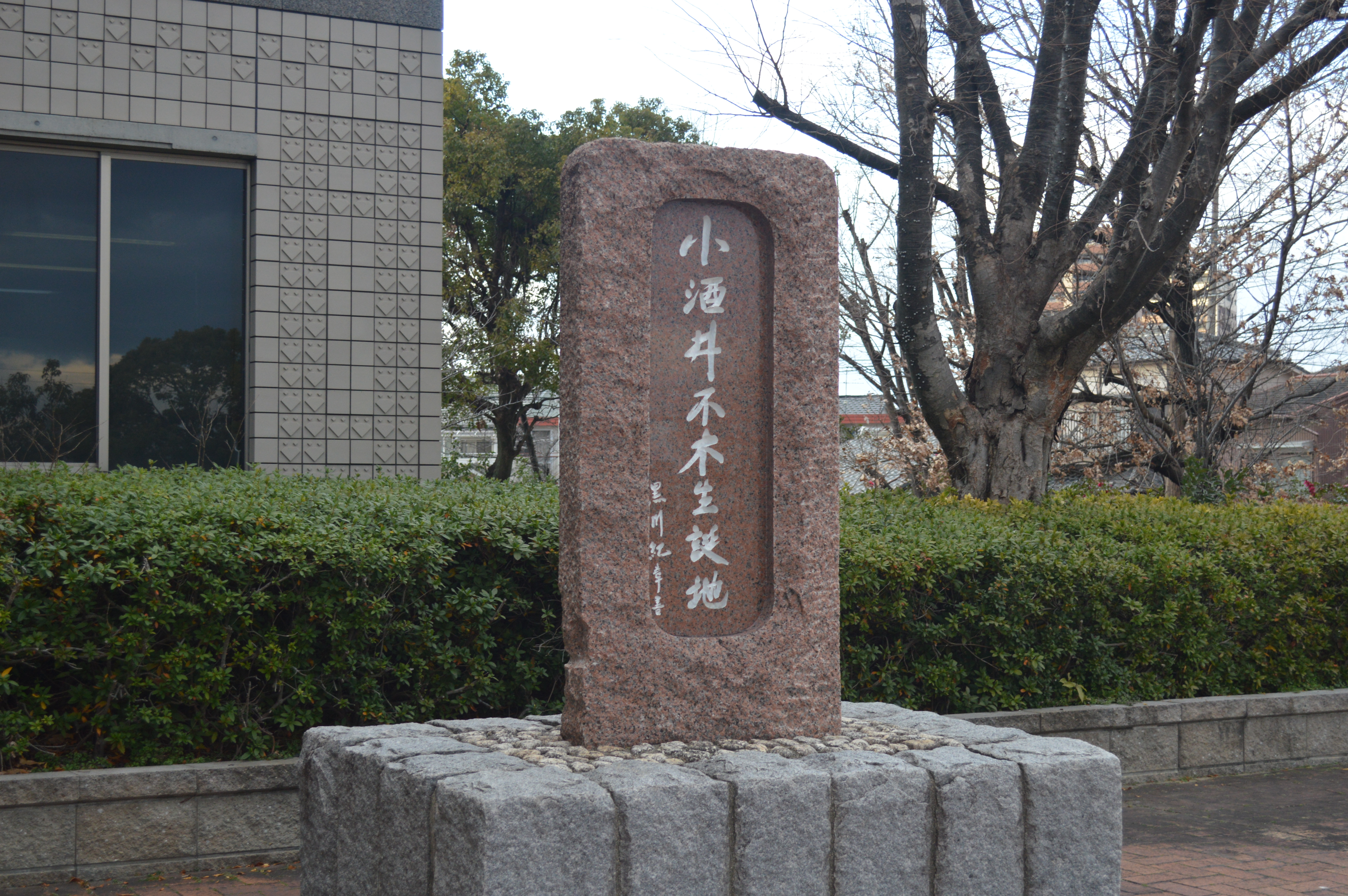
小酒井不木生誕地碑

### 幼少期・青年時代
1890年（明治23年）10月8日、愛知県海東郡新蟹江村（現・海部郡蟹江町大字蟹江新田）の地主の家の長男として生まれた。本名は小酒井光次（こさかいみつじ）。父親は小酒井半兵衛であり、村長や郡会議員も務めた人物である。生誕地は名古屋で生後まもなく父方に引き取られ、産みの母の顔は知らずに育った。
1895年（明治28年）には新蟹江尋常小学校（現・蟹江町立新蟹江小学校）に入学。幼少の頃から新蟹江尋常小学校に遊びに行っており、一般的な就学年齢より2年早い4歳6か月で入学している。1899年（明治32年）には蟹江尋常高等小学校（現・蟹江町立蟹江小学校）に入学し、1902年（明治35年）に高等小学校を修業した。1902年（明治35年）には愛知県立第一中学校（現・愛知県立旭丘高等学校）に入学し、1907年（明治40年）に中学校を卒業した。体育以外の課目は常に最高点を取る聡明な子どもだった。1907年（明治40年）には第三高等学校（現・京都大学）に入学し、1910年（明治43年）に第三高等学校を卒業した。1911年（明治44年）には東京帝国大学医科大学（現・東京大学医学部）に入学。在学中の1911年（明治44年）には京都日出新聞に処女小説『あら浪』を連載している。

### 医学者として
1914年（大正3年）には東京帝国大学医科大学を卒業し、同年12月には東京帝国大学大学院に入学して生理学・血清学を専攻した。生理学の教授は永井潜、血清学の教授は三田定則だった。三田は犯罪学の権威でもあり、不木や同窓生らはのちに『犯罪学雑誌』の創刊に尽力している。25歳だった1915年（大正4年）1月、愛知県立第一高等女学校（現・愛知県立明和高等学校）の教師である鶴見久枝と結婚した。久枝は海部郡神守村（現・津島市）の地主の娘である。同年には『生命神秘論』を発表しているが、機械論が全盛の生理学会において現象そのものとしての人間をとらえようとした点が重要である。不木と同様に医学と文学の双方で活躍した人物としては、医師であり探偵小説家でもある正木不如丘、皮膚科教授であり詩人でもある木下杢太郎などがいる。
1915年（大正4年）12月には肺炎を病み、片瀬海岸や森が崎に転地療養している。1916年（大正5年）前年の発病から半年後に快癒し、再び研究に従事。1917年（大正6年）12月、27歳で東北帝国大学医学部衛生学助教授に任じられる。文部省より衛生学研究のため海外留学を命じられ、アメリカ・イギリス・フランスに派遣されることとなり、まずは春洋丸で横浜を出港、アメリカに向かった。1年余りの滞米期間中に血清の研究をすすめ、野口英世ほか諸外国の医学研究者らと交流。
1919年（大正8年）、長男・望が生まれる。この年、渡英するが、激務と気候の変化で同年6月に肺を病み、喀血した。ブライトン海岸に転地療養。小康を得ていったんロンドンに戻った。
1920年（大正9年）、春にフランスのパリに渡った。再び喀血し、南仏で療養。小康を得て11月に神戸に帰国する。10月に東北帝国大学医学部衛生学教授就任の辞令を受け、翌1921年（大正10年）には医学博士の学位を取得した。しかし、病のため任地の仙台に赴くことはできないまま、大学教授の職を辞すこととした。長男を親元に預け、愛知県津島市の妻の実家で静養した。
『東京日日新聞』に『学者気質』を連載するが、篇中にあった「探偵小説」の一項が、前年創刊された探偵雑誌『新青年』（博文館）編集長森下雨村の目に留った。森下は不木に手紙を書き、不木も「喜んで寄稿し、今後腰を入れて探偵文学に力を注ぎたい」と返書。1924年（大正13年）には木下杢太郎が愛知医科大学皮膚科学教授となり、名古屋市において不木と木下を中心とした一種のサロンが形成された。

### 随筆家・探偵小説家として
不木は医学研究の傍らで、随筆の執筆や海外探偵小説の翻訳などを行って探偵小説の普及に貢献した。31歳だった1915年（大正4年）12月には『学者気質』を刊行。1922年（大正11年）に東北帝国大学を退職。静養に努める。『毒及毒殺の研究』を連載。1923年（大正12年）の関東大震災後の10月、親子三人で愛知県名古屋市中区御器所町（現・愛知県名古屋市昭和区鶴舞四丁目５番13号）に新築転居。文筆に専念。『殺人論』『西洋犯罪探偵譚』の執筆、スウェーデンの大衆小説作家サミュエル・オーギュスト・ドゥーゼの『夜の冒険』を翻訳連載。『犯罪と探偵』を刊行。
1924年（大正13年）12月、『子供の科学』で少年探偵小説『紅色ダイヤ』連載開始。『西洋医談』『科学探偵』『殺人論』を刊行。1925年（大正14年）には創作活動を始め、『呪はれの家』のほか『画家の罪?』『按摩』『虚実の証拠』『遺伝』『手術』などを発表、『犯罪文学研究』を連載。10月より結成された大衆文芸作家の同人「二十一日会」に参加。『三面座談』『近代犯罪研究』『趣味の探偵談』を刊行。1926年（大正15年）、『人工心臓』『恋愛曲線』『メデューサの首』などを発表。『闘病術』『少年科学探偵』『犯罪文学研究』を刊行。長女生まれる。1927年（昭和2年）、『疑問の黒枠』を連載。1928年（昭和3年）1月、自宅隣地に研究室を建て、血清学の研究を始める。『恋魔怪曲』『好色破邪顕正』を連載。
最晩年には、江戸川乱歩、国枝史郎、長谷川伸、土師清二（のち平山蘆江も）を語らって小説合作組合「耽綺社」を結成。『空中紳士』など6篇を5人または6人で合作した。
1929年（昭和4年）3月27日に急性肺炎を起こして自宅で療養していたが、4月1日に死去した。39歳没（数え40歳没）。不木の死はラジオや新聞で大々的に報じられ、4月4日の葬儀には多数の参会者が詰めかけた。絶筆の『抱きつく瀕死者』は『文芸倶楽部』1929年6月号に発表された。1930年（昭和5年）10月にかけて『小酒井不木全集』（全17巻）が改造社から出版された。

## 人物
翻訳家、随筆家、探偵作家の他に、SFの先駆者とも言われる。東北帝国大学教授であり、医学博士でもある。当時、生理学の世界的な権威だった。帝大医学部の一年先輩に正木不如丘がいる。長男・望によると、生活は真夜中過ぎから暁方まで執筆し、昼頃まで寝るという夜型だった。
『毒及毒殺の研究』といった研究書も多数著しているが、これらは単なる通俗医学の紹介書にとどまらず、東西の文献伝説事実譚に加え、文芸、探偵小説の引用が豊富で、医学と文学の交渉を担う極めて啓蒙的な書となっている。
『新青年』に発表した作品群は医学に取材し、人体破壊のテーマが多く、陰惨さが濃いものとなっている。不木はフランスの作家モーリス・ルヴェルを愛好していて、冷酷な作風が似通っている。不木は「自分の作品が一部の人々に不快な感じを与えるのは、（人物の）取り扱い方があまりに冷たいからで、科学的なものの見方に訓練された結果、作中の人物に同情が持てないからだ」と語っている。
大正15年に甲賀三郎は「単純にトリックの面白さを追求した探偵小説」を「本格」と呼称した。平林初之輔は、江戸川乱歩をはじめ不木や横溝正史、城昌幸は「精神病理的、変態心理的側面の探索に興味を持ち、異常な世界を構築しているから」と「不健全派」と呼んだが、のちにこれは同じく甲賀によって「変格」との名が当てられ、小酒井不木もこの「変格派作家」の一人に位置づけられた。

### 江戸川乱歩との関係
江戸川乱歩が『二銭銅貨』を森下雨村に送った際に、雨村は不木にその判定を求め、不木がこれを絶賛し、「本邦初の探偵作家江戸川乱歩」を誕生たらしめた。
『二銭銅貨』を激奨したしたことをきっかけに1923年（大正12年）7月1日から不木の没する1929年（昭和4年）4月1日の2日前まで往復書簡で交流を交わした。
1924年（大正13年）、乱歩は『心理試験』の原稿を不木に送り「私が果たして探偵小説家として一人前になれるかどうかを、先生に御判断願ひ度いのです」と専業作家として自立することが可能かと尋ねた。
不木は1927年（昭和2年）には合作組合・耽綺社を結成し当時スランプに陥っていた乱歩を勧誘した。
乱歩は、不木の没後には、不木全集の発行に貢献した。
33回忌には不木の墓の隣に乱歩揮毫の「不木碑」を建ち、現在は不木の出身地蟹江町歴史民俗資料館に移設されている
。

### 横溝正史との関係
乱歩出現後の日本探偵文壇を飛躍させるため、雨村は不木に、自分たちも筆を執ろうと声をかけ、大正13年から『子供の科学』で少年探偵小説『紅色ダイヤ』の連載を始めている。
横溝正史によると不木は「温厚にして篤実、几帳面なお人柄」で、「当時の『新青年』の編集長、森下雨村にとっても、「もっと畏敬すべき存在だったに違いない」と述べている。したがって雨村が『新青年』で『二銭銅貨』を発表するにあたって、不木に推薦文を求め、乱歩の処女作に箔をつけようとしたのも当然の配慮とし、「ここにおいて乱歩は兄事すべき恰好の人物を得て、それ以来乱歩は先生（不木）をもって、つねにおのれの精神的支柱としていたようである」と語っている。
横溝が名古屋にいた不木と初めて対面したのは、大正14年のことだった。1月に当時は大阪にいた江戸川乱歩が恩人である不木を初訪問し、そのあと「関西探偵趣味の会」を結成。10月下旬にこの「関西探偵趣味の会」会員で、神戸の薬剤師だった横溝を誘って上京の途上、突然「汽車を途中下車して小酒井さんの所へ寄ろう」と言い出し、横溝も「フラフラッと」乱歩に連れられ途中下車し、「フラフラッと小酒井先生の所へお伺いした」という。
10月31日、当時23歳の横溝は乱歩とともに、胸の病と闘いながら毎月膨大な原稿を消化していたという不木に面会した。その姿は「うちになみなみならぬ闘志をひめていられたのだろうが、一見温厚そのものであった」といい、「私もいままでいろんな人とつきあってきたが、小酒井先生のような温顔の持ち主には、いまだかつて接したことがない」とその容貌を評している。
不木の「謹厳にして端麗なその温顔」は、ひとたび笑うとなんともいえぬ愛嬌のある顔になり、その笑いが終わるともとの謹厳な顔にかえる、その変化が実にクッキリとして、「こちらをヒヤリとさせるようなものがそこにあった」という。このとき不木に「横溝君は乱歩君みたいな人に可愛がられて仕合わせですね」と言われた横溝は、「先見の明もさることながら、先生は私みたいな無名の書生っぽにむかっても、そういう丁重な口のきき方をなさるのだった」と、その人となりを述懐している。

### 合作組合「耽綺社」
昭和2年11月、新派の喜多村緑郎から探偵劇の創作をもちかけられた小酒井不木が國枝史郎に合作組合結成のアイディアを持ちかけ、不木が江戸川乱歩を、國枝が土師清二を勧誘し、さらに長谷川伸も加えた五名で合作組合「耽綺社」が結成された。後に平山蘆江が加わり六名となる。「耽綺社」と命名したのは不木で、かつて滝沢馬琴が主宰していた「耽奇会」の名が由来である。
合作の方法は、まず不木が物語の核となるいくつかのアイディアを提供し、それを基に数名の社員が意見を出し合ってプロットを組み立て、最後に代表の社員一名が執筆を担当した。代表作である長編「飛機睥睨」（単行本化に際し『空中紳士』に改題）では江戸川乱歩が執筆を担当している。
会合は持病で旅行が出来ない不木のために毎回名古屋の料亭寸楽園で開催された。中心となって会の進行や宴席の準備を整えたのは不木であったという。
耽綺社によって製作された作品は以下の通り。
- 「残されたる一人」（劇脚本・昭和3年1月上演[26]・『サンデー毎日』昭和2年12月18日）

- 「飛機睥睨」（『新青年』昭和3年1月号～9月号）

- 「ジヤズ結婚曲」（劇脚本・昭和3年3月上演[26]・『週刊朝日』昭和3年3月11日・3月18日）

- 「南方の秘宝」（映画原作・昭和3年7月公開[27]・『名古屋新聞』昭和3年7月1日～8月10日）

- 「無貧清風」（劇脚本[26]・昭和3年8月上演）

- 「白頭の巨人」（『サンデー毎日』昭和3年10月21日～12月16日）

- 「意外な告白」（『サンデー毎日』昭和4年3月20日）

耽綺社は昭和4年4月1日に小酒井不木が没すると、同年の「非常警戒」（映画脚本・昭和4年12月公開）の製作を最後に自然消滅した。

## 評価・受容

### 評価
探偵小説で有名な不木であるが、SF界での評価が高いことも注目すべき点である。SF作家である柴野拓美が1960年（昭和35年）の「SFマガジン」10号の「日本SF史雑論」で、不木の「人工心臓」「恋愛曲線」を取り上げ、日本人初の純SFと呼べるものが生まれたと述べている。また、横田順彌は「日本SFこてん古典」において、不木は日本のガーンズバックになり得ると評価している。

## 関連する施設
小酒井不木の出身地である愛知県に記念碑や居宅跡などの関連施設がある。
「蟹江町歴史民俗資料館」では、不木が実際に使っていた机や直筆原稿などが展示されている。施設内に江戸川乱歩の揮毫による「不木碑」がある。「小酒井不木生誕地碑」では、蟹江町図書館の東側にある。なお、揮毫は浮木の小学校の後輩にあたる黒川紀章。「蟹江町図書館」では、蟹江文庫にて現代語訳版・小酒井不木作品集を読むことができる（館内閲覧のみ）。「小酒井不木生家跡」は、蟹江町図書館から１kmほど南に所在する。
「小酒井不木宅跡」は、名古屋市昭和区鶴舞に所在。昭和区の鶴舞公園・古墳コースの目的地の一つになっている。

## 作品リスト
年月表示及び4桁の数字は刊行年（月）。
以下の出典は及びによる。

### 著書
- 『生命神秘論』小酒井光次名義 洛陽堂 1915年6月
- 『過敏性』南山堂書店 1921年2月
- 『学者気質』洛陽堂 1921年12月
- 『犯罪と探偵』博文館 1923年6月
- 『西洋医談 附・不木軒随筆』小酒井光次名義 克誠堂書店 1924年7月
- 『科学探偵』春陽堂 1924年8月
- 『殺人論』京文社 1924年9月
- 『三面座談』京文社 1925年3月
- 『近代犯罪研究』春陽堂 1925年5月
- 『趣味の探偵談』黎明社 1925年11月
- 『死の接吻』聚英閣(探偵名作叢書　第1集) 1926年5月
- 『学者気質』春陽堂 1926年6月
- 『闘病術』春陽堂 1926年8月
- 『恋愛曲線』春陽堂(創作探偵小説集　5) 1926年11月
- 『少年科学探偵』文苑閣(小酒井不木少年科学探偵集 1)  1926年12月[33][34]
- 『犯罪文学研究』春陽堂 1926年12月
- 『慢性病治療術』日本心霊学会 1927年3月
- 『慢性病治療術』人文書院 1927年4月
- 『稀有の犯罪』大日本雄弁会 1927年6月
- 『疑問の黒枠』波屋書房(世界探偵文芸叢書　7) 1927年7月
- 『不木探偵談』サンデー・ニュース社(探偵趣味叢書　5） 1927年8月
- 『闘病問答』春陽堂 1927年8月
- 『小酒井不木集』平凡社(現代大衆文学全集　7) 1928年3月
- 『タナトプシス』内観社 1928年6月

### 没後刊
- 『小酒井不木全集』全17巻 改造社 1929
- 『医談女談』人文書院 1928
- 『実験遺伝学概説』小酒井光次 春秋社 1929
- 『少年科学探偵集』 (少年冒険小説全集 ; 3) 平凡社 1930年
- 『少年科學探偵』(春陽堂少年文庫 ; 152) 春陽堂 1932年12月[35]
- 『小酒井不木探偵小説全集』全8巻 本の友社 1992
- 『人工心臓』国書刊行会 探偵クラブ 1994
- 『小酒井不木』博文館新社 叢書『新青年』 1994
- 『大雷雨夜の殺人 他8編』春陽文庫 1995
- 『小酒井不木集』リブリオ出版(くらしっくミステリーワールド) 1997
- 『怪奇探偵小説名作集1 小酒井不木集』 ちくま文庫 2002
- 『小酒井不木探偵小説選』論創社 2004[36]
- 『少年科学探偵』真珠書院パール文庫 2013
- 『小酒井不木探偵小説選Ⅱ』論創社 2017年11月　阿部崇編[37]
- 『疑問の黒枠』河出文庫 2017
- 『森下雨村　小酒井不木』光文社文庫 ミステリー・レガシー 2019

### 研究書
- 『殺人論』京文社 1924
- 『近代犯罪研究』春陽堂 1925
- 『犯罪文学研究』春陽堂 1927
- 『毒及毒殺の研究』改造社 1929
- 『子不語の夢　江戸川乱歩 小酒井不木往復書簡集』皓星社 2004

### 翻訳
- Arther F.Coca『過敏性』小酒井光次訳 南山堂書店 1921
- ベートスン『メンデルの遺伝原理 附・実験遺伝学概論』世界大思想全集第38巻 春秋社 1928
- ヅーゼ『スペードのキング・四枚のクラブー』世界大衆文学全集第19巻 改造社 1929
- ドウゼ『夜の冒険」チエスタートン「孔雀の樹」世界探偵小説全集第8巻 平凡社 1931
- ウイリアムス『謎の短刀』博文館 1939
- ドウーゼ『生ける宝冠』博文館 1940
- 『スミルノ博士の日記』（原作:サミュエル・オーギュスト・ドゥーゼ）